# Pseudagrion renaudi
Pseudagrion renaudi là một loài chuồn chuồn kim trong họ Coenagrionidae.
Loài này được xếp vào nhóm loài ít quan tâm trong sách Đỏ của IUCN năm 2008.
Pseudagrion renaudi được miêu tả khoa học năm 1953 bởi Fraser.